# Psiloderces
Psiloderces is een geslacht van spinnen uit de  familie van de Psilodercidae.

## Soorten
- Psiloderces albostictus Deeleman-Reinhold, 1995
- Psiloderces althepoides Deeleman-Reinhold, 1995
- Psiloderces coronatus Deeleman-Reinhold, 1995
- Psiloderces dicellocerus Li, Li & Jäger, 2014
- Psiloderces djojosudharmoi Deeleman-Reinhold, 1995
- Psiloderces egeria Simon, 1892
- Psiloderces elasticus (Brignoli, 1975)
- Psiloderces enigmatus Deeleman-Reinhold, 1995
- Psiloderces fredstonei Deeleman-Reinhold, 1995
- Psiloderces howarthi Deeleman-Reinhold, 1995
- Psiloderces incomptus Wang & Li, 2013
- Psiloderces kalimantan Deeleman-Reinhold, 1995
- Psiloderces leclerci Deeleman-Reinhold, 1995
- Psiloderces leucopygius Deeleman-Reinhold, 1995
- Psiloderces ligula Baert, 1988
- Psiloderces limosa Deeleman-Reinhold, 1995
- Psiloderces longipalpis Baert, 1988
- Psiloderces nasicornis Baert, 1988
- Psiloderces penaeorum Deeleman-Reinhold, 1995
- Psiloderces pulcher Deeleman-Reinhold, 1995
- Psiloderces rimbu Deeleman-Reinhold, 1995
- Psiloderces septentrionalis Deeleman-Reinhold, 1995
- Psiloderces suthepensis Deeleman-Reinhold, 1995
- Psiloderces tesselatus Deeleman-Reinhold, 1995
- Psiloderces torajanus Deeleman-Reinhold, 1995
- Psiloderces vallicola Deeleman-Reinhold, 1995